# آردی‌اس-۱
آردی‌اس-۱ (روسی: РДС-۱) همچنین نخستین صاعقه، سلاح به کار رفته در نخستین آزمایش جنگ‌افزار هسته‌ای توسط اتحاد جماهیر شوروی سوسیالیستی است که در
۲۹ اوت ۱۹۴۹ ساعت ۷ بامداد، منفجر شد. ایالات متحده آمریکا، آن را جو-۱ می‌خواند که به نام ژوزف استالین اشاره داشت.